# Zamek w Jazłowcu
Zamek w Jazłowcu (ukr. Язловецький замок) – wybudowany XV wieku przez Buczackich w Jazłowcu, obecnie w ruinie.

## Historia

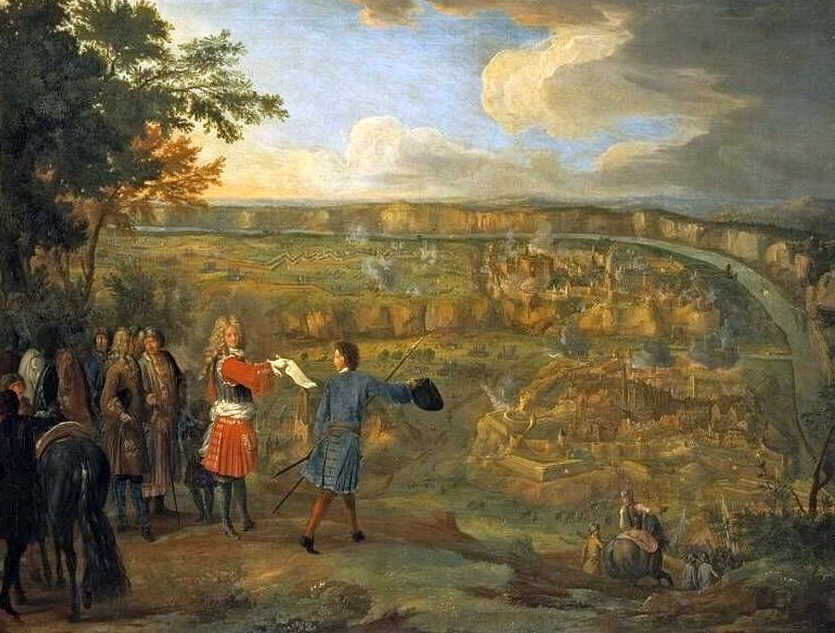
Pierre-Denis Martin Jan III Sobieski podczas Bitwy pod Jazłowcem, 1684, Schleissheim, Bawaria

Za czasów Kazimierza Wielkiego własność Buczackich, którzy po osiedleniu się w Jazłowcu przyjęli nazwisko Jazłowieckich. Panowali oni na zamku do XVII wieku. Przebudowy obiektu dokonał Jerzy Jazłowiecki w latach 1550–1556. Kolejna przebudowa nastąpiła w latach 1575–1607. Po Jazłowieckich zamek przeszedł do Czuryłów, Wolskich, Bełżeckich, Odrzywolskich, a następnie został kupiony przez Koniecpolskich. Stanisław i jego syn Aleksander wybudowali istniejący do dziś pałac, w którym zamieszkali. W czasach świetności zamek nad Olchowcem był uważany za równie silną fortecę, co Kamieniec Podolski. W 1672 r. poddał się Husseinowi baszy Adenu, w następnym roku po zwycięstwie chocimskim, przeszedł do Polski. W 1676 r. poddał się Ibrahimowi Szejtanowi paszy. W dniu 24 sierpnia 1684 r. został odebrany Turkom po dwudniowym oblężeniu, którzy na wiadomość, że król i pogromca się zbliża, w większości z zamku się wycofali. Część załogi zgłosiła się do służby królewskiej. Z początkiem XVIII wieku zamek przeszedł od Koniecpolskich do Lubomirskich.

## Architektura
Z zamku dolnego do zamku górnego prowadził most zwodzony. Dlatego na sporej wysokości znajduje się wejście posiadające portal z dwoma kolumnami, których głowice wspierają archiwoltę o łuku koszowym. W niej umieszczony jest kartusze herbowe z czterema herbami, m.in. Abdank Jazłowieckich oraz rozetami.

## Pałac
W 1746 r. został nabyty w drodze kupna przez Stanisława Poniatowskiego, ojca króla Stanisława Augusta, który wiele młodzieńczych lat spędził w Jazłowcu. Poniatowski około 1747 r. poniżej ruin fortecy wybudował pałac lub przebudował tzw. zamek nowy. W 1863 r. kolejny właściciel Krzysztof Błażowski przeznaczył pałac na klasztor ss. niepokalanek. W 2010 r., po okresie działalności jako sanatorium gruźlicze, wrócił częściowo do zgromadzenia. Środkowa część fasady podniesiona o piętro, zwieńczona tympanonem, w którym znajduje się ozdobny kartusz z herbami: Ciołek Poniatowskich (po lewej) oraz Pogoń  Czartoryskich (po prawej).